# Glauzig
Glauzig ist ein Ortsteil der gleichnamigen Ortschaft der Stadt Südliches Anhalt im Landkreis Anhalt-Bitterfeld in Sachsen-Anhalt (Deutschland).

## Geografie
Das Dorf Glauzig liegt zwischen Köthen (Anhalt) und Halle (Saale). Südlich von Glauzig fließt der westliche Teil der Fuhne, der in Richtung Saale und später in die Elbe entwässert. Südlich von Glauzig mündet die Riede in die Fuhne.

## Geschichte
Glauzig wurde erstmals im Jahr 1253 als Gluseck (Glutzeck) urkundlich erwähnt. Der Name geht wohl auf den Namen des ehemaligen Gaus oder Untergaus Coledizi zurück.

### Industriegeschichte

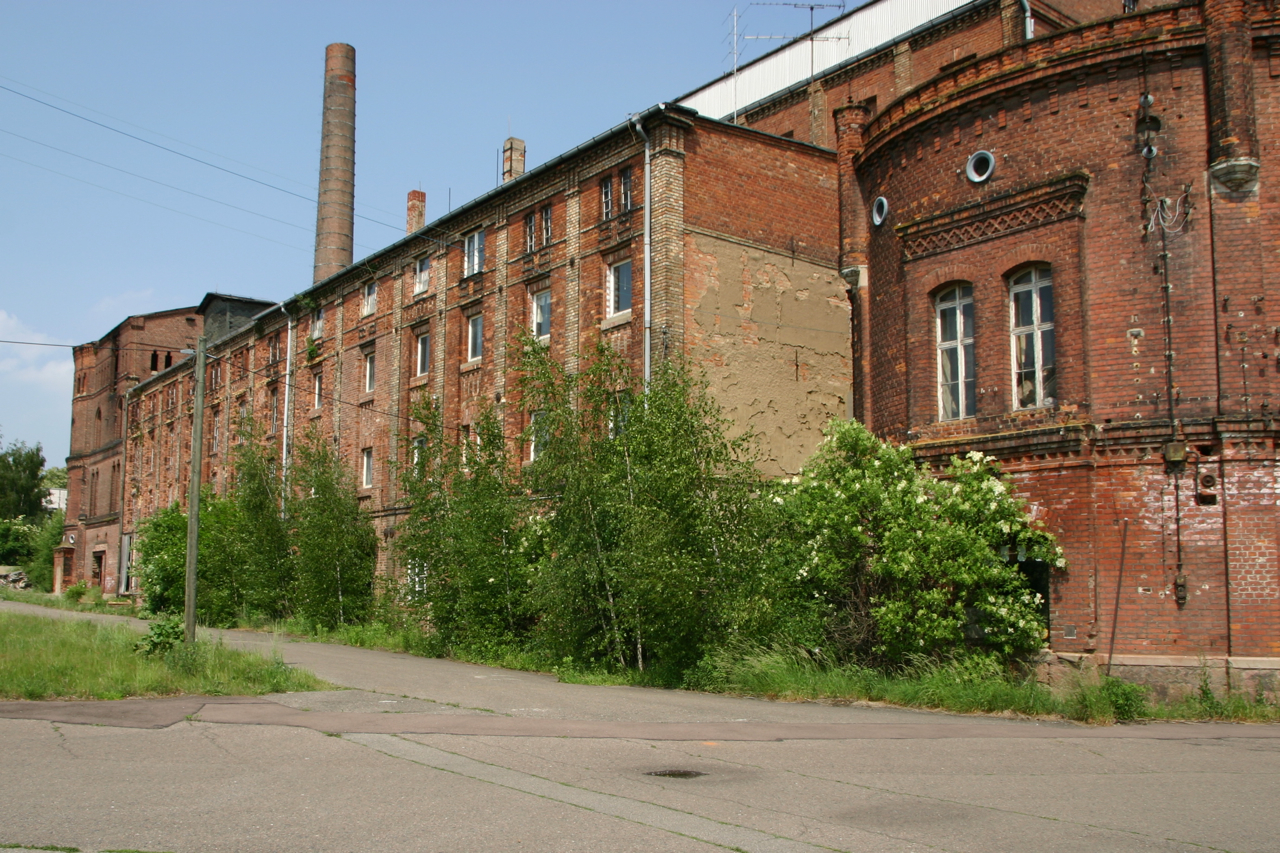
Gebäude des ehemaligen VEB Rohtabak.

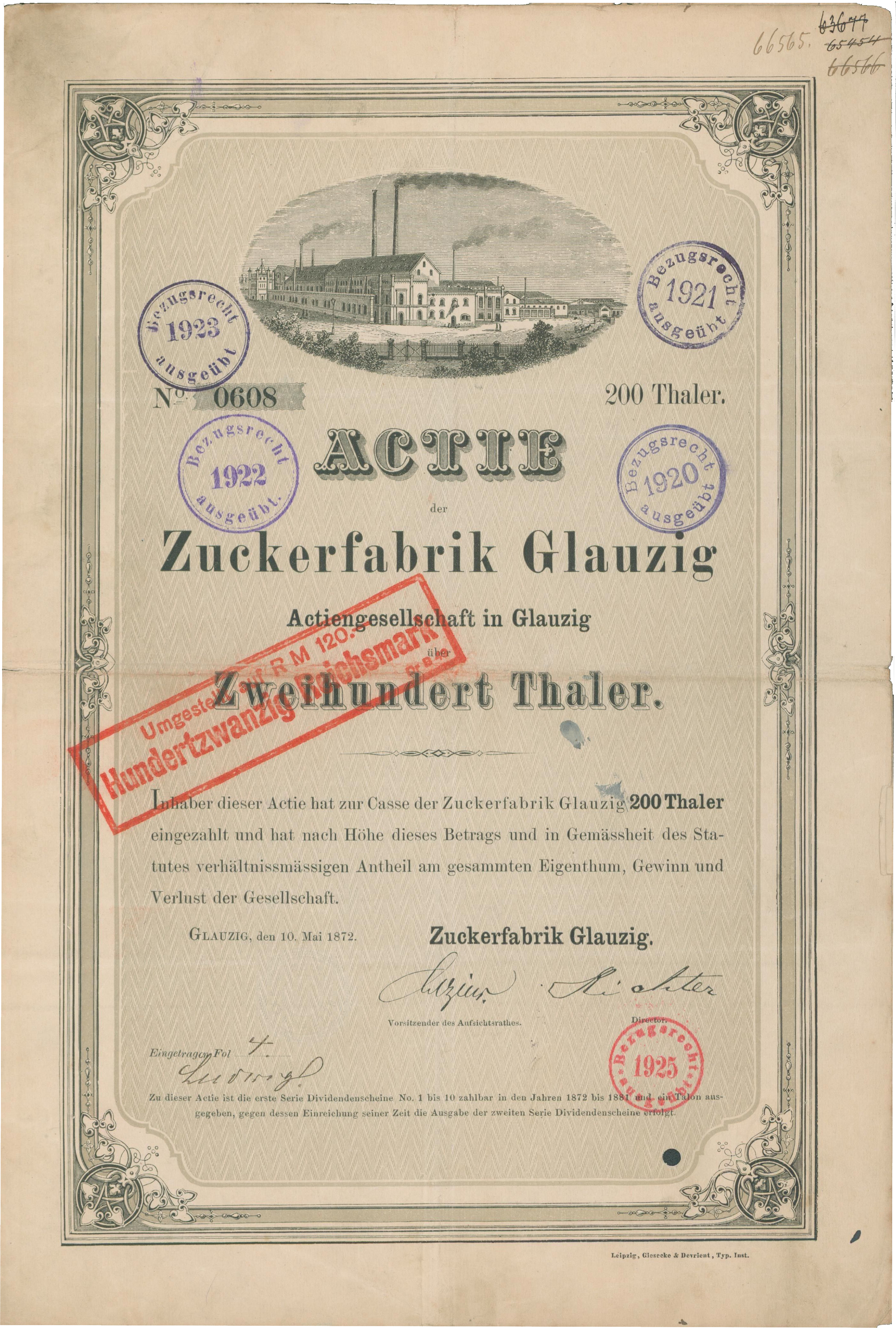
Aktie der Zuckerfabrik Glauzig über 200 Thaler, ausgegeben am 10. Mai 1872. Übernommen wurden die Zuckerfabriken in Trotha (1924) und in Klepzig bei Köthen (1926). Börsennotiz in Berlin und Halle/Leipzig.

Im Jahr 1847 wurde in Glauzig eine Rohzuckerfabrik mit Raffinerie gegründet. Im April des Jahres 1872 erfolgte eine Umwandlung der Zuckerfabrik in eine Aktiengesellschaft mit einem Kapital von 4.500.000 Mark. Die Zuckerfabrik übernahm ebenfalls 2367 Morgen Ackerland, bestehend aus den Rittergütern Glauzig, Piethen und Klein-Weißandt, dem Fabrikgut Arensdorf und den Äckern in Görzig. Des Weiteren wurden Pachtverträge mit den Domänen Gnetsch, Fernsdorf und Riesdorf, den Rittergütern Groß-Weißandt und Edderitz und einigen bäuerlichen und kirchlichen Äckern getätigt, so dass zusammen 7200 Morgen (1838 ha) zur Bewirtschaftung zur Verfügung standen.
Im Jahr 1914 erhielt die Zuckerfabrik Glauzig über ein vom Bahnhof Weißandt-Gölzau an der Bahnstrecke Magdeburg–Leipzig kommendes Anschlussgleis Anschluss an das Eisenbahnverkehrsnetz. Im Jahr 1923 erfolgte ein weiterer Ausbau der Zuckerfabrik, so dass die Produktionssteigerung auf ca. 40.000 Zentner pro Tag anstieg.
Nach dem Ende des Zweiten Weltkrieges im Jahr 1946 wurde die Zuckerfabrik demontiert und als Reparation an die Sowjetunion abgetreten. Auf dem Grundstück der ehemaligen Zuckerraffinerie entstand eine Tabakfermentationsanlage. Im Jahre 1950 fand die Übernahme der Tabakfermentation durch den VEB Rohtabak statt.
Am 20. Juli 1950 wurde die bis dahin eigenständige Gemeinde Rohndorf nach Glauzig eingemeindet.
1990 kam das Ende der Tabakverarbeitung. Heute steht die Tabakfabrik verlassen in Glauzig. Vor einigen Jahren wurde der größte Turm an der Spitze wegen Einsturzgefahr gesprengt.
Bis zur Neubildung der Einheitsgemeinde Südliches Anhalt am 1. Januar 2010 war Glauzig eine selbständige Gemeinde in der Verwaltungsgemeinschaft Südliches Anhalt.

## Politik
Letzter Bürgermeister der Gemeinde Glauzig war Volkmar Schöbe.

## Kultur und Sehenswürdigkeiten
Im Dorfzentrum gibt es einen Park.

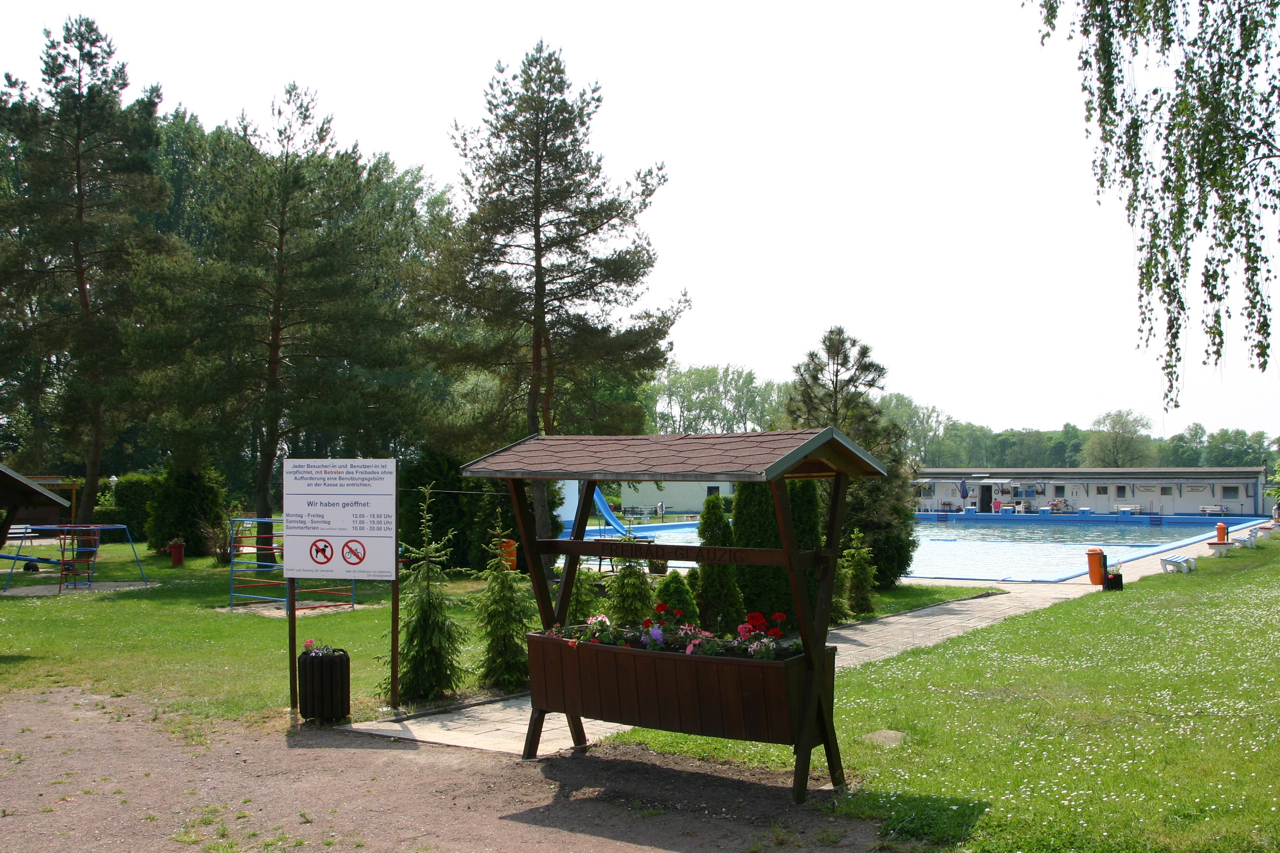
Freibad in Glauzig

In den Jahren 1963 bis 1965 wurde von den Bürgern des Dorfes ein Freibad mit Volleyballplatz, Biergarten, Jugendclub und Tennisplatz in Eigenleistung errichtet. Heute besitzt das Freibad Glauzig zusätzlich noch 2 Beachvolleyballplätze.
Im Jahr 1985 wurde der Sportverein 85 Glauzig e. V. gegründet.

## Söhne und Töchter von Glauzig
- Friedrich Kirchner (1840–?), Altphilologe und Gymnasialdirektor
- Friedrich Gustav Hahn (1852–1917), Geograph und Hochschullehrer